# Alberto Fernández Blanco
Alberto Fernández Blanco (* 15. Januar 1955 in Cuena; † 14. Dezember 1984 in Aranda de Duero), genannt El Galleta (sp., dt.: Der Keks), war ein spanischer Radrennfahrer. Er verunglückte tödlich auf der Rückfahrt von seiner Ehrung als bester spanischer Radprofi des Jahres 1984.

## Leben
Alberto Fernández wuchs als Kind in Aguilar de Campoo, la gallertera auf und verdankte diesem Umstand seinen Spitznamen El Galleta.
Im Jahr 1978 wurde er Radprofi. Er erzielte in seiner Karriere mehrere Erfolge in bedeutenden Etappenrennen, wie etwa der Baskenland-Rundfahrt oder der Katalonien-Rundfahrt. Auch gelangen ihm Etappensiege in der Vuelta a España und dem Giro d’Italia.
Seine beste Gesamtplatzierung bei der Tour de France war Rang zehn 1982. Beim Giro d’Italia 1983 wurde er Dritter. Zwei Podiumsplatzierungen errang er bei der Vuelta a España: Er wurde Dritter 1983 und Zweiter 1984.
Am 14. Dezember 1984 wurde Alberto Fernández in Madrid mit der Superpestigio Unipublic als bester spanischer Radprofi des Jahres 1984 geehrt. Auf der Rückfahrt zu seinem Wohnort Santander verunglückte er tödlich bei einem Autounfall. Seine Frau Inmaculada starb ebenfalls. Sie hinterließen ihren zu diesem Zeitpunkt dreijährigen Sohn Alberto Fernández Sainz, der später selbst professioneller Radrennfahrer wurde.
Zu Ehren von Alberto Fernandez trägt die wichtigste Bergwertungsabnahme der Vuelta a España seit 1985 den Titel Cima Alberto Fernandez.

## Palmarès

### Siege
1979
- Gesamtwertung Vuelta a Asturias

1980
- Gesamtwertung und eine Etappe Baskenland-Rundfahrt
- Gesamtwertung Vuelta a los Valles Mineros

1981
- Gesamtwertung und eine Etappe Valencia-Rundfahrt
- eine Etappe Katalanische Woche
- Gesamtwertung Vuelta a los Valles Mineros
- Gesamtwertung Vuelta a Castilla

1982
- Gesamtwertung und eine Etappe Katalonien-Rundfahrt
- eine Etappe Baskenland-Rundfahrt
- zwei Etappen Burgos-Rundfahrt
- eine Etappe Mittelmeer-Rundfahrt

1983
- Gesamtwertung und eine Etappe Katalanische Woche
- zwei Etappen Giro d’Italia
- eine Etappe Vuelta a España
- Subida a Arrate

1984
- eine Etappe Vuelta a Asturias
- Trofeo Masferrer

### Grand Tour-Platzierungen
| Grand Tour            | 1978 | 1979 | 1980 | 1981 | 1982 | 1983 | 1984 |
| --------------------- | ---- | ---- | ---- | ---- | ---- | ---- | ---- |
| Vuelta a EspañaVuelta | 19   | 14   | –    | DNF  | 15   | 3    | 2    |
| Giro d’ItaliaGiro     | –    | –    | –    | –    | –    | 3    | 19   |
| Tour de FranceTour    | –    | –    | 25   | 81   | 10   | –    | –    |